# 沖至
沖 至（おき いたる、1941年9月10日 - 2020年8月25日）は、ジャズ・トランペットの奏者である。

## 人物
1941年9月10日、兵庫県神戸市須磨区に生まれる。尺八の奏者の父、琴の師範の母という豊かな音楽環境のもとに育つ。高校のブラスバンドでトランペットを始める。その頃近所に南里文雄の実兄が住んでいたことから、南里文雄から「至ちゃん」と呼ばれ直々に手ほどきを受ける。関西でディキシーランドスタイルのバンドで演奏した後、ビバップスタイルのバンドで演奏する。
1960年代初頭、活動の場を東京に移す。第二次世界大戦後より駐留する在日米軍キャンプなどで演奏をした。バークリー音楽院留学から帰国した渡辺貞夫のジャズ音楽教室「ヤマハジャズインスティテュート」にてジャズ理論を学ぶ。また当時の大スター神戸一郎のバックバンドで離島ツァーなど行う。その後、宮本信介、田村翼、峰厚介、リッキーと960ポンド、菅野光亮(作曲家)、西村昭夫、ESSG、佐藤允彦、富樫雅彦、山下洋輔、渋谷毅、白石かずこ(詩人) 、吉増剛造、高木元輝、ジョー水木、片山広明、井野信義、大友良英、翠川敬基、山崎比呂志、吉沢元治、豊住芳三郎、田中ほずみ、他と共演。1966年、佐藤允彦、高木元輝、富樫雅彦とともに、ESSGを結成し1969年にESSGで初めてのヨーロッパツアーを行う。1972年 羽仁進監督の映画『午前中の時間割り』に出演。(逸話1)

### パリに移住
1974年、活動拠点をフランスのパリに移す。その時『朝日新聞』〈天声人語〉で「沖至のパリ移住は、一つの頭脳流出である」と書かれる。渡仏後、アート・ファーマー、メイナード・ファーガソン、ノア・ハワード、リー・コニッツ、スティーヴ・レイシー、アラン・シルヴァ 、サニー・マレイ等とヨーロッパ、ミシェル・ピルツ、サム・リヴァース、他などとヨーロッパ各地で演奏する。パリではアラン・シルバがアートデレクターであった Institut Art Culture Perception (IACP) と言うJazz学校でビバップの理論や、アンサンブル、ワークショップなどの指導をする。その学校は基本モード手法からアヴァンギャルド系のジャズ学校でリディアン・クロマティック・コンセプトの大家ジョージ・ラッセルも時折訪れて指導をしていた。
1970年代から現在まで、舞踏家との共演の機会も多く、大野一雄、石井満隆、玉野黄市、室伏 鴻、カルロッタ池田、笠井叡、吉本大輔、ヨシト、遠藤公義、ヨーロッパで活躍の財津暁平、などと共演する。
またパリではビージーズの録音に参加した事があるらしい。(逸話2)
1990年代中旬より毎年初秋に帰国し、日本ツァーを行っている。渋谷毅、さがゆき、菊池マリ(パフォーマンス)、ジョー水木、小山彰太、梅津和時、川下直広、不破大輔、加藤崇之、波多江崇行、スガダイローらと演奏する。
現在Francois Tusqes group~(F.Tusquea,,(piano )I.Oki(Tp ),Claude Pare (Acodeon),Isabel Juanpera..Lan Quartet" ~Itaru Oki (tp), Fredric Mantenant(p) ,Fred Marty(b) ,Aldrige Hansbery(d) を定期的なグループとして活動しておりヨーロッパ各地、USA、日本と各地を行き来して現在も多忙な毎日を送っている。
2020年8月25日、パリの病院で死去。

## 参加ジャズフェスティバル
- リュブリャナ国際ジャズフェスティバル(Ljubljana International Jazz Festival)、(1969、80)、
- Nancy Jazz Fes（フランス語版）、(77)
- シャトウ バロンFes(77)
- ウィーン・ジャズフェスティバル（英語版） 、
- バンリューズ・ブルース・フェスティバル（英語版）、
- モントルー・ジャズ・フェスティバル

等に出演。

## トランペットの収集と製作
トランペットの収集家であり、ベルが二つあるトランペットなどの製作家としても有名である。2010年1月 N・Y、トランペットサミット「FORWARD FLIGHT」2011年1月フランス、トゥールで行なわれたアートフェスティバルなどでは演奏の他に沖至トランペットコレクションの展示会を開く。2012年10月、コロンボ市にて3か月間に及ぶコンセルバトワールでも展示会が開催された。

## 評価
- 2013年3月にいわき市のライブハウスTHE QUEENで行われた日野皓正のライブにおいて、日野がステージで「この歳になってもずっと沖至と共にフリー・ジャズに挑戦し続けてきた」とポツリと語った。1970年代、『スイングジャーナル』の読者人気投票トランペット部門で1位を争っていた[3]。
- 「聴く者にこれほどの幻想を持たせてくれる沖至こそ、更なる幻視者なのだろう」「沖至は裏側の世界の所在を顕現させる現代の魔術師である」（副島輝人）
- 「沖さんはときどき七変化を、すすきの原で笛ふきながら、孤りで影踊りしてみせてくれる」（白石かずこ)
- 1970年代、「演奏に蝶を飛ばす」と評されたミュージシャンがいる。

## 逸話
逸話1、これに関しては当初荒木一郎さんが役者で、沖至が音楽担当だったのだけれど、荒木氏が事件を起こして、女優さんたちが荒木氏と共演したくないと言ったので、荒木さんが音楽担当になって沖氏が役者になったという話である。
逸話2、ある日 1975? ビージーズ" と書いた人から電報(未だ当時は電報だった)を受け取り 何時にココのシャートウ(お城)入りしてください！ そのシャトウは知る人ぞ知るパリから100kmぐらいの距離にありますゴメン 名前忘れた❗️有名スタジオなのです. 往復タクシーでしか行かれない場所です. さて そこにタクシーを飛ばして行くとすげえお城の中のスタジオ. 白人仏Tsax Richard Roux,黒人仏 Tb Adlph Winker, Oki との3 菅 でのアフレコだったんだけど,一曲を何度も何度も,,, ビージーズの連中は3階のバルコンで聞いていていちゃもんをつける訳.. セクションプレイだけど音のニュアンスに綿密でアフリカ系奏者のアドルフが入ってたしビージーズにとっては微妙な音の感受性のちがいがあったかも,,今思うとね,,(沖談)

## ディスコグラフィ
Trumpet In Modern Jazz 1970年(東芝）
沖至（tp）翠川敬基( bs) 田中保積(ds)
殺人教室 1970年
沖至：tp, fluh, cowbell, triangle, bells, indian bells,woodblock,etc
翠川敬基：bs, paino,gong
田中保積：ds, gongs, timpani

しらさぎ 1974年
Baritone Saxophone – 宇梶昌二
Bass – 徳広崇
Percussion – 中村達也

沖至／幻想ノート 1976年発売
沖至(trumpet)、藤川義明(alto sax)、翠川敬基(cello, bass, piano)、田中保積(drums, percussion)、吉増剛造(poetry reading on 5).
録音：1975年9月11日／NET ASAHI No.501 Studio

1980年発売
Itaru Oki - Michel Pilz - Ralf R. Hübner* – One Year - Afternoon & Evening

Mirage 1977年発売
沖 至 (tp)、加古 隆 (p)、翠川敬基 (b)、富樫雅彦 (perc)

Opera night  1986年発売
Bass – Jean-Jacques Avenel
Drums – Oliver Johnson
Flugelhorn – Itaru Oki
Piano – Alain Jean-Marie
Trumpet – Itaru Oki

1991年発売
Tchangodei / Itaru Oki / Kent Carter – Jeux D'Ombres
Double Bass – Kent Carter
Painting – Tchangodei
Piano – Tchangodei
Trumpet – Itaru Oki

1993年発売
Tchangodei / Itaru Oki / Kent Carter – Perfect Emptiness
Double Bass – Kent Carter
Flute – Itaru Oki
Piano – Tchangodei
Trumpet – Itaru Oki

2001年発売
Itaru Oki – Paris · Ohraï
Bass Clarinet – Michel Pilz
Double Bass, Piano – Alan Silva
Drums – Sunny Murray
Trumpet – Itaru Oki

2002年発売
Itaru Oki – Anthologie Paris-Lyon
Trumpet, Producer, Liner Notes – Itaru Oki

2003年発売
Itaru Oki / Kazuko Shiraishi / Keiki Midorikawa – ヒト科の熊 (A Bear Of The Human Family)
Cello – Keiki Midorikawa
Double Bass – Hiroshi Funato
Liner Notes – Fumio Sato, Keiki Midorikawa
Read By – Kazuko Shiraishi
Recorded By – Hiroshi Ogawa (3), Kimiya Nakahira
Trumpet – Hutch Hamamoto, Itaru Oki

2003年発売
Itaru Oki / Keisuke Ohta / Jean-François Pauvros / Yasuhiko Tachibana / Makoto Sato – Jan-Ken-Pon
Bass – Yasuhiko Tachibana
Drums – Makoto Sato
Guitar – Jean-François Pauvros
Trumpet – Itaru Oki
Violin – Keisuke Ohta
Voice – Keisuke Ohta

2004年発売
沖至*, 川崎知*, 中島直樹*, Azumi (7) – 20040831 Mix Sound
Acoustic Bass – 中島直樹*
Acoustic Guitar, Vocals – Azumi (7)
Alto Saxophone – 川崎知*
Trumpet, Flute, Performer [Etc] – 沖至*

ITARU OKI 沖至 DIALOG / ダイアログ ２００５
沖至 ‥‥‥‥ トランペット、ポケットトランペット、ビニールチューブ、竹笛、その他小物
加藤崇之 ‥‥ ギター、エフェクター、灰皿、パーカッション、その他小物
永塚博之 ‥‥ ウッドベース、その他小物
高木幹晴 ‥‥ ドラム、ゴング、パーカッション、笛、その他小物

Itaru Oki – Soul Eyes 2007年
Bass – Yasuhiko Tachibana
Drums – Shota Koyama
Flugelhorn – Itaru Oki
Instruments [Rubber Hose] – Itaru Oki
Piano – Satoko Fujii
Shakuhachi – Itaru Oki
Tenor Saxophone – Keizo Nobori
Trumpet – Itaru Oki, Natsuki Tamura
Violin – Keisuke Ohta
Voice – Keisuke Ohta
Itaru Oki / Takeshi Shibuya – Live At "Aketa"2007年
Double Bass – Kamimura Katsumasa
Drums – Akira Sotoyama
Flugelhorn – Itaru Oki
Guitar – Akihiro Ishiwatari
Piano – Takeshi Shibuya
Shakuhachi – Itaru Oki
Trumpet – Itaru Oki
Itaru Oki & Raymond Boni – 天海 (Ten-Kai)2007年
Guitar – Raymond Boni
Trumpet – Itaru Oki
Itaru Oki / Otomo Yoshihide – Encounter 2007年
Flugelhorn – Itaru Oki
Guitar – Otomo Yoshihide
Instruments [Rubber Hose] – Itaru Oki
Shakuhachi – Itaru Oki
Trumpet – Itaru Oki
Turntables – Otomo Yoshihide
Itaru Oki And Benjamin Duboc – Nobusiko 2010年
Double Bass – Benjamin Duboc
Trumpet, Flugelhorn, Flute, Instruments [Tubes], Percussion – Itaru Oki

European Sensoria Band Featuring Itaru Oki  2010年
Bass – Anthony Carroll*
Bass Clarinet, Clarinet, Effects, Glockenspiel – Fergus Cullen
Drums, Percussion – David Carroll (3)
Trumpet, Trumpet [Echo], Horn [Gaz Tube], Flute [Yokobue, Tatebue] – Itaru Oki
Abdelhaï Bennani, Itaru Oki, Alan Silva, Makoto Sato – New Today, New Everyday2012年
Drums – Makoto Sato
Synthesizer – Alan Silva (tracks: 2-1 to 2-3)
Tenor Saxophone – Abdelhaï Bennani
Trumpet, Bugle, Flute – Itaru Oki
2014年発売
Itaru Oki – Chorui Zukan
Trumpet, Flugelhorn – Itaru Oki
Abdelhaï Bennani, Itaru Oki, Sabu Toyozumi – The Sundance 2 2014年発売
Drums, Percussion, Erhu – Sabu Toyozumi
Tenor Saxophone – Abdelhaï Bennani
Trumpet, Flugelhorn, Flute – Itaru Oki

Linda Sharrock, Itaru Oki, Mario Rechtern, Makoto Sato, Eric Zinman, Yoram Rosilio – No Is No (Don't Fuck Around With Your Women)2014年
Double Bass, Percussion – Yoram Rosilio
Drums – Makoto Sato
Grand Piano – Eric Zinman
Lead Vocals – Linda Sharrock
Reeds, Violin [Saxolin] – Mario Rechtern
Trumpet, Flugelhorn, Flute – Itaru Oki

Linda Sharrock, Itaru Oki, Mario Rechtern, Eric Zinman, Makoto Sato, Yoram Rosilio – Don't Fuck Around With Your Women 2014年
Double Bass – Yoram Rosilio
Drums – Makoto Sato
Piano – Eric Zinman
Reeds – Mario Rechtern
Trumpet, Flugelhorn – Itaru Oki
Voice – Linda Sharrock
2015年
Itaru Oki, Axel Dörner – Root Of Bohemian
Trumpet, Flugelhorn – Itaru Oki
Trumpet, Flugelhorn, Recorded By – Axel Dörner
2015年
François Tusques, Itaru Oki, Claude Parle & Isabel Juanpera – Le Chant Du Jubjub
Accordion – Claude Parle
Narrator, Lead Vocals – Isabel Juanpera
Piano – François Tusques
Trumpet, Flugelhorn, Flute – Itaru Oki
2016年
Itaru Oki, Lena Circus – Zanshin
Drums – Guillaume Arbonville
Electric Guitar – Nicolas Moulin
Electric Guitar, Saxophone, Trumpet – Antoine Letellier
Trumpet, Flugelhorn, Flute – Itaru Oki
2016年
Sylvain Guérineau, Kent Carter, Itaru Oki, Makoto Sato – D'Une Rive A L'Autre
Double Bass – Kent Carter
Drums, Co-producer – Makoto Sato
Tenor Saxophone, Painting, Co-producer – Sylvain Guérineau
Trumpet, Flugelhorn, Flute – Itaru Oki
2017年再発売 （1996年録音）
Itaru Oki, Nobuyoshi Ino, Choi Sun Bae – Kami Fusen